# شانتيه
شانتيه هي بلدية فرنسية تقع في إقليم واز،أوت دو فرانس شمال فرنسا.